# AS Saint-Étienne
Association Sportive de Saint-Étienne Loire (známé taky jako AS Saint-Etienne či A.S.S.E.) je profesionální francouzský fotbalový klub sídlící ve městě Saint-Étienne. Momentálně působí v 1. nejvyšší francouzské fotbalové soutěži Ligue 1. V Ligue1 drží klub historický rekord, když mistrovský titul získal již 10×. Dalšími velkými úspěchy klubu je šest vítězství ve Francouzském poháru, 5× vyhrál Trophée des champions (Francouzský Superpohár). Ziskem jednadvaceti domácími trofejemi se řadí mezi nejúspěšnější francouzské kluby historie. Na mezinárodním poli na velkou trofej stále čeká. Nejblíže byl klub v sezoně 1975/76, kdy došel až do finále Poháru mistrů evropských zemí. V něm podlehl 0-1 německému FC Bayern München.
Domácí zápasy hraje klub na stadionu Stade Geoffroy-Guichard s kapacitou více než 36 tisíc diváků. Ten je v provozu od roku 1931.

## Historie

### Založení a rané začátky
Saint-Étienne je městem s průmyslovou minulostí, byli to tedy dělníci, kdo v roce 1919 založili zdejší fotbalový klub. Podobně jako automobilka Peugeot ve městě Sochaux, i zdejší potravinový maloobchod Groupe Casino založený Geoffroym Guichardem podporoval fotbal.
Protože byla firma s klubem spojená a mnozí zaměstnanci zde hráli fotbal, promítl se firemní název v názvu klubu – L’Amicale des employés de la Société des magasins Casino (ASC). Fotbalová asociace později zakázala uvádět firmy v názvu, klub se tedy přejmenoval na Amicale Sporting Club, aby byla zkratka ASC zachována. V roce 1927 došlo ke spojení s jiným klubem jménem Stade Forezien Universitaire. Konečně tak vznikl Association Sportive de Saint-Etienne, jehož činnost už však podnik Groupe Casino déle nepodporoval. Oblíbená zelená barva podnikatele Geoffroyho Guicharda již týmu zůstala.
Guichard podpořil výstavbu stadionu věnováním potřebných pozemků. Samotná stavba v roce 1930 a skončila ten další. Už jako profesionální celek se Saint-Étienne připojilo k druholigové soutěži v sezóně 1933/34. Zde tým strávil pět let než dokázal postoupit do té nejvyšší. V závěru sezóny 1937/38 potřeboval vyhrát proti týmu Tourcoing z města Tourcoing. Po prvním poločase se hrálo 2:2, během druhé půle se Saint-Etienne vzmohlo a konečný stav činil 7:2. To zakončilo premiérový prvoligový ročník 1938/39 čtvrté, ale dalšímu pokroku bránilo vypuknutí 2. světové války.

### Poválečná éra
Po válce Saint-Étienne převzal jeho někdejší hráč Jean Snella, který v roce 1955 získal první klubovou trofej v podobě poháru Coupe Charles Drago, ve kterém se utkaly týmy vyřazené před čtvrtfinále Coupe de France. O dva roky později klub vyhrál francouzskou ligu a zároveň se poprvé mohl utkat s týmy pohárové Evropy. Ve dvojutkání PMEZ (předchůdce Ligy mistrů) proti skotským Glasgow Rangers ale neuspěli. Roku 1962 se vyhrál domácí pohár a ačkoli klub spadl do druhé ligy, vzápětí se vrátil a svou úvodní sezónu získal mistrovský titul.
Nejúspěšnějším obdobím klubu byla 60. a 70. léta, kdy v rozmezí let 1964 až 1976 vyhrál 8 ze 12 titulů mistra. Mezi roky 1962 až 1977 navíc šestkrát ovládl Coupe de France. Bývalý úspěšný kouč Remeše Albert Batteux získal s týmem v roce 1968 první double. Ovládnout ligu čtyřikrát po sobě jako Saint-Étienne v letech 1967 až 1970 se předtím žádnému francouzskému klubu nepodařilo.
Největší úspěchy v PMEZ zaznamenal v letech 1974 až 1976. V ročníku 1974/75 Saint-Étienne porazilo chorvatský Hajduk Split a polský Ruch Chorzów, v semifinále ale narazilo na Bayern Mnichov, který jako obhájce zvítězil i v tomto ročníku, pro francouzský klub to tedy byla konečná. V dalším ročníku 1975/76 došel tým až do finále hraném na skotském stadionu Hampden Park, znovu ale padl se silným Bayernem. Ačkoli Bayern poslal na hřiště hvězdy jako byli Beckenbauer, Rummenigge nebo Gerd Müller, byli to Francouzi, kdo v prvním poločase dvakrát trefili brankovou konstrukci, poprvé hlavou Jacques Santini a posléze Dominique Bathenay.
Ačkoli skotské publikum fandilo Saint-Étienne, byl to bavorský celek kdo rozhodl jediným gólem Franze Rotha v 57. minutě.
Mezi příznivci Saint-Étienne se následně diskutovalo, zdali tvar spojnice břevna a tyče nezabránil jejich fotbalistům ve skórování. Spojnice skotských branek totiž byly hranatého profilu a nikoliv zaoblené.
Přesto byl tým po příjezdu do Paříže přivítán nejen desítkami tisíc fotbalových příznivců, ale i prezidentem Valérym Giscardem d'Estaingem.
Roku 1979 dorazil Michel Platini a přispěl k zisku dosud posledního titulu v roce 1981. Další ročník 1981/82 unikl týmu titul o pouhopouhý bod na Monaco, přičemž Étienne nastřílelo nejvíc gólů ze všech – 74 – na nichž se podílel také sám Platini, který jich vstřelil 22.

Průběhem 80. let však došlo k úpadku a klub se pohyboval mezi první a druhou ligou. Stejně tomu bylo v 90. letech. Poslední návrat do nejvyšší ligy proběhl v roce 2004.

### Zpět v první lize
V první sezóně mezi elitou skončil tým v zelených dresech na 6. místě. Další sezonu spadl na 13. místo. Pod trenérem Ivanem Haškem získal v sezoně Ligue 1 2006/07 11. místo. Pátá pozice v konečné tabulce Ligue 1 2007/08 umožnila Saint-Étienne start v Poháru UEFA, kde se tým probojoval do osmifinále. Nepřekonanou překážkou se stal německý SV Werder Bremen, později poražený finalista.
Na trofej si příznivci museli počkat přes 30 let, na jaře 2013 se však zásluhou trenéra Christophe Galtiera dočkali triumfu v ligovém poháru – Coupe de la Ligue. O výhře 1:0 nad Stade Rennes jedinou trefou rozhodl útočník a muž zápasu Brandão.
Ligový ročník 2012/13 dokončilo mužstvo na pátém místě. Ofenzívu táhl gabonský forvard Pierre-Emerick Aubameyang, který s 19 góly dal vzpomenout na éru Platiniho.
Jeho výkony ale zaujali Dortmund, v létě tak odešel.
V ročníku Ligue 1 2014/15 tým zopakoval páté místo z ročníků 2007/08 a 2012/13. Vypjaté derby du Rhône na svoji stranu strhli domácí, Lyon tak na Stade Geoffroy-Guichard nebodoval po dvaceti letech. O vítězství 3:0 svými góly rozhodli Sall, van Wolfswinkel a Cohade.
Saint-Étienne neprohrálo ani jarní zápas na hřišti Lyonu, kde uhrálo remízu 2:2.
Trenér Galtier vedl mužstvo rovněž do bojů Evropské ligy. V cestě k postupu do skupin stál turecký klub Karabükspor, přes který se mužstvo v zeleném dostalo až na penalty. Ve skupině ale Saint-Étienne uhrálo 5 remíz a 1 prohru, skončilo tedy poslední.

## Úspěchy

### Vyhrané domácí soutěže
- 1. francouzská liga ( 10× )
  - 1956/57, 1963/64, 1966/67, 1967/68, 1968/69, 1969/70, 1973/74, 1974/75, 1975/76, 1980/81
- Francouzský fotbalový pohár ( 6× )
  - 1961/62, 1967/68, 1969/70, 1973/74, 1974/75, 1976/77
- Francouzský superpohár ( 5× )
  - 1957, 1962, 1967, 1968, 1969

## Významní hráči
- René Domingo (1949–1964)
- Robert Herbin (1957–1972, 1974–1975)
- Jean-Michel Larqué (1965–1977)
- Dominique Rocheteau (1971–1980)
- Hervé Revelli (1964–1971, 1973–1978)
- Michel Platini (1979–1982)
- Willy Sagnol (1995–1997)
- Ivan Ćurković (1972–1981)
- Osvaldo Piazza (1972–1979)
- Rachid Mekhloufi (1954–1958, 1962–1968)
- Salif Keïta Traoré (1967–1972)
- Pierre-Emerick Aubameyang (2011–2013)

## Česká stopa
V sezóně 2006/2007 byl trenérem klubu Ivan Hašek, který do něj přivedl českého útočníka Marka Heinze.